# Lettre d'amour zoulou
Lettre d'amour zoulou (Lettre d'amour zoulou), noto anche con il titolo internazionale Zulu Love Letter, è un film del 2004 diretto da Ramadan Suleman.
La pellicola racconta di un Sudafrica ancora lacerato dalle contraddizioni.
La vittoria sull'apartheid, dopo le prime elezioni democratiche, sembra essere soltanto fittizia, visto che i leader eletti vivono blindati nelle loro case, e scomodi testimoni possono essere minacciati alla luce del giorno da chi dovrebbe invece proteggerli. Il film racconta la difficoltà per i singoli individui di superare le violenze subite, nel tentativo di ricostruirsi un'esistenza quasi normale in Sudafrica.
"Zulu love letter" del titolo sono le "lettere d'amore", costituite da tessuti di stoffa e perline multicolori sudafricani, che rappresentano l'espressione e la trasmissione, da una generazione all'altra, delle tradizioni e della memoria Zulu.

## Trama
Thandeka è una giornalista, militante di prima linea negli anni dell'apartheid, che paralizzata dal ricordo del passato, vive con grande difficoltà sia nella vita privata che professionale. Fino al giorno in cui una signora anziana, Me'Tau, si presenta al giornale. Dieci anni prima, infatti, la protagonista è stata testimone dell'uccisione della figlia dell'anziana signora, da parte della polizia segreta.
Me'Tau chiede a Thandeka di aiutarla a ritrovare i colpevoli e scoprire dove il corpo è stato seppellito, per dare finalmente alla figlia la giusta sepoltura, secondo la tradizione.

## Riconoscimenti
Il film ha vinto il Premio per la migliore interpretazione femminile a Pamela Nomvete Marimbe e Premio Unicef per la promozione dei Diritti della donna al Fespaco nel 2005 e il Tanit d'Argento al Festival di Cartagine nel 2004.